# Anton Felix Schindler
Anton Felix Schindler (13 de junio de 1795 - 16 de enero de 1864) fue un músico austríaco y uno de los primeros biógrafos de Beethoven, a quien conoció personalmente. 

## Vida
Nació en Meedl, Moravia (actualmente Medlov, República Checa). Murió en Bockenheim, cerca a Fráncfort del Meno, Alemania. Conoció a Beethoven en 1814 y se hizo su secretario y factótum en 1820, mientras era maestro de conciertos en el Teatro Josefstaedter.

## Obra
Su Biographie von Ludwig van Beethoven (Vida de Beethoven) fue publicada por primera vez en 1840 y, en su forma ampliada subsecuente (1860), tuvo una gran influencia en las biografías posteriores de Beethoven. Sin embargo, posteriores investigaciones han demolido esencialmente la credibilidad de Schindler debido a las demostradas falsificaciones u otros asuntos de los Libros de Conversaciones de Beethoven (en los que insertó muchas líneas apócrifas después de la muerte de Beethoven) y sus exageraciones acerca del período que estuvo con el compositor. 
The Beethoven Compendium va más lejos todavía cuando dice que "su propensión a la inexactitud y a la fabricación fue tan grande que virtualmente nada de lo que registró puede ser creíble al menos que se apoye en otra evidencia...". Desafortunadamente, tal y como apunta la biografía de Beethoven de Maynard Solomon, muchos estudiosos aceptaron el testimonio de Schindler como base para interpretar numerosos aspectos de la vida y música del compositor antes de que el problema fuese completamente resuelto, así que "no será tarea fácil separar los hechos [de Schindler] de sus ficciones".
En la edición revisada de esta biografía (1998), Solomon tomó otras medidas más respecto a su primera edición para suprimir las interpretaciones basadas en lo que Schindler dio por su cuenta, excepto donde los puntos de vista de Schindler eran corroborados por otras fuentes. Estos esfuerzos necesitarán probablemente ser emulados por los futuros estudiosos de Beethoven para despejar el registro de inexactitudes generado por las falsedades de Schindler, que se han relacionado de vez en cuando no solo a la vida de Beethoven, sino a su música. Un ejemplo es el subtítulo de la Sonata para piano Op. 31 n.º 2 en re menor, que a veces se llama "La Tempestad" porque, según Schindler, Beethoven dijo que la explicación para su música se podría encontrar en La tempestad de Shakespeare. Según el Beethoven Compendium, la aserción de Schindler en este tema es muy poco probable que sea cierta.

### Obras biográficas
- Schindler, Anton Felix: Biographie von Ludwig van Beethoven. Münster, 1840. (2ª ed. 1845;  3ª ed. 1860; 5ª ed. 1927.)
- Schindler, Anton Felix; MacArdle, Donald W. (ed.): Beethoven as I knew him. Courier Dover, 1996. ISBN 978-0-486-29232-8 (Google Libros)
- Schindler, Anton Felix; Moscheles, Ignaz (ed.): The life of Beethoven: including numerous characteristic traits and remarks on his musical works, vol. 1-2. Gamut Music, 1966.